# ۱۳۹۱ (قمری)
۱۳۹۱ (قمری)، هزار و سیصد و نود و یکمین سال در گاهشماری هجری قمری است. اول محرم این سال برابر با بیست و هفتم فوریه سال ۱۹۷۱ میلادی است.

## درگذشتگان

### شعبان
- ۱۷ شعبان - سلطان الواعظین شیرازی، اندیشمند، خطیب و از علمای شیعه قرن چهاردهم و نویسنده کتاب شب‌های پیشاور
- ۲۹ شوال - محمدتقی آملی، مجتهد و فقیه شیعه